# Acrobeloides nanus
Acrobeloides nanus är en rundmaskart som först beskrevs av De Man 1880.  Acrobeloides nanus ingår i släktet Acrobeloides och familjen Cephalobidae. Arten är reproducerande i Sverige. Inga underarter finns listade i Catalogue of Life.